# Génos (Alta Garonna)
Génos è un comune francese di 96 abitanti situato nel dipartimento dell'Alta Garonna nella regione dell'Occitania.

## Società

### Evoluzione demografica
Abitanti censiti